# Муська
Муська (Муска) — река в России, протекает по Княжпогостскому району Республики Коми. Река по правому берегу впадает в Вымь, в 48 км от устья последней. Длина реки составляет 13 км.

## Данные водного реестра
По данным государственного водного реестра России относится к Двинско-Печорскому бассейновому округу, водохозяйственный участок реки — Вычегда от города Сыктывкар и до устья, речной подбассейн реки — Вычегда. Речной бассейн реки — Северная Двина.
Код объекта в государственном водном реестре — 03020200212103000022798.